# 兵庫県道440号桑原北山揖保川線
兵庫県道440号桑原北山揖保川線（ひょうごけんどう440ごう くわはらきたやまいぼがわせん）は、兵庫県たつの市を通る一般県道である。

## 概要
たつの市揖西町小神（おがみ）からたつの市揖保川町神戸（かんべ）北山に至る。

### 路線データ
- 起点：たつの市揖西町小神（小神交差点、兵庫県道5号姫路上郡線交点）
- 終点：たつの市揖保川町神戸北山（神戸神社前交差点、国道2号交点）
- 総延長：5.132 km

## 地理

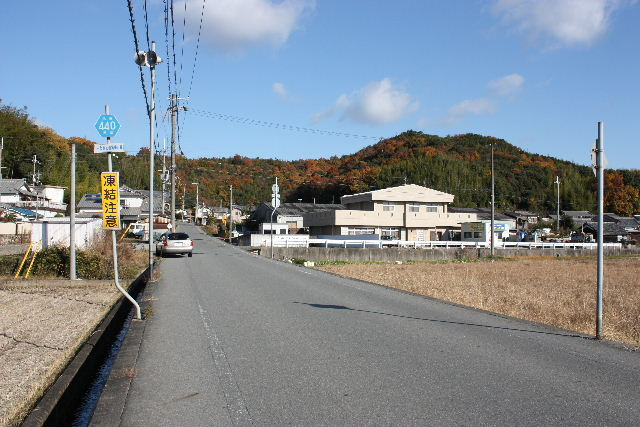
兵庫県道440号

### 通過する自治体
- たつの市

### 交差する道路
| 交差する道路          | 交差する場所               | 交差する場所            |
| --------------------- | -------------------------- | ----------------------- |
| 兵庫県道5号姫路上郡線 | 揖西町小神（おがみ）       | 小神交差点 / 起点       |
| 国道2号               | 揖保川町神戸（かんべ）北山 | 神戸神社前交差点 / 終点 |

### 沿線
- JR西日本山陽本線 竜野駅